# François Campion
François Campion (ur. ok. 1686 w Rouen, zm. w styczniu lub lutym 1748 w Paryżu) – francuski kompozytor, teorbista, gitarzysta i teoretyk muzyki pochodzenia angielskiego.
W latach 1703–1719 grał jako teorbista i gitarzysta w Académie royale de Musique w Paryżu. Działał także jako lutnista. Komponował utwory na teorbę i gitarę, głównie arie, a także fugi. Utwory te ukazały się drukiem w kilku zbiorach wydanych w Paryżu, m.in. Nouvelles découvertes sur la guitarre contenantes plusieurs suittes de pieces sur huit manieres différentes d’accorder, op. 1 (1705), Avantures pastorales meslées de vers, op. 3 (1719) i Second recueil d’airs, op. 5 (1734).
Jest autorem traktatów Traité d’accompagnement et de composition selon la règle des octaves (Paryż 1716) oraz Addition au traité d’accompagnement et de composition (Paryż 1730). Wprowadził w nich szereg nowych chwytów ułatwiających grę.